# Copa Mundial de Fútbol Playa FIFA 2021
La Copa Mundial de Fútbol Playa de FIFA de 2021 (en ruso: Чемпионат мира по пляжному футболу 2021 года) fue la 11.ª edición de este torneo. En octubre de 2019, se anunció que el torneo sería albergado por Rusia del 19 al 29 de agosto de 2021. El campeón del torneo fue Rusia bajo la denominación de RFU, debido a la sanción impuesta por la Agencia Mundial Antidopaje y el Tribunal de Arbitraje Deportivo, de esta manera el equipo nacional ruso consiguió su tercer título en la Copa Mundial de Fútbol Playa.

## Sede
La sede fue el Luzhniki Beach Soccer Arena ubicado dentro del Complejo Olímpico Luzhnikí en el distrito de Khamovniki en la capital Moscú.
| Complejo Olímpico Luzhnikí                 |
| 55°42′57″N 37°33′13″E / 55.71583, 37.55361 |
| Capacidad: 3000                            |

## Equipos participantes
En cursiva el equipo debutante.
| Clasificatorias | Clasificatorias | Clasificatorias | Clasificatorias | Clasificatorias | Clasificatorias |
| --------------- | --------------- | --------------- | --------------- | --------------- | --------------- |
| AFC             | CAF             | Concacaf        | Conmebol        | UEFA            | OFC             |

| Equipos participantes  | Equipos participantes | Equipos participantes | Equipos participantes |
| ---------------------- | --------------------- | --------------------- | --------------------- |
| Bielorrusia            | España                | Omán                  | Senegal               |
| Brasil                 | Estados Unidos        | Paraguay              | Suiza                 |
| El Salvador            | Japón                 | Portugal              | Tahití                |
| Emiratos Árabes Unidos | Mozambique            | RFU                   | Uruguay               |

## Sorteo
El sorteo se realizó el 8 de julio de 2021, en Zúrich. Los países de la misma confederación no se agruparon en el mismo grupo, salvo de la UEFA, que contó con dos equipos en un mismo grupo.
La distribución de los bombos fue la siguiente:
| Bombo 1                                                     | Bombo 2                    | Bombo 3                                             | Bombo 4                                    |
| ----------------------------------------------------------- | -------------------------- | --------------------------------------------------- | ------------------------------------------ |
| RFU (anfitrión, asignado al Grupo A) Brasil Portugal Tahití | Japón Senegal Suiza España | Paraguay El Salvador Emiratos Árabes Unidos Uruguay | Omán Bielorrusia Estados Unidos Mozambique |

## Árbitros
El 19 de julio de 2021, la FIFA anunció una lista de 24 árbitros, provenientes de las 6 confederaciones continentales.
| Confederación | Árbitros                |
| ------------- | ----------------------- |
| AFC           | Ebrahim Akbarpour       |
| AFC           | Suhaimi Mat Hassan      |
| AFC           | Turki Al Salehi         |
| AFC           | Yuichi Hatano           |
| CAF           | Hany Farouk             |
| CAF           | Said Hachim             |
| CAF           | Hamdi Bchir             |
| CONCACAF      | Juan Ángeles            |
| CONCACAF      | Gumercindo Batista      |
| CONCACAF      | Gonzalo Carballo Pérez  |
| CONMEBOL      | Gustavo Domínguez       |
| CONMEBOL      | Aecio Fernández Machado |
| CONMEBOL      | Lucas Estevão           |
| CONMEBOL      | Mariano Romo            |
| CONMEBOL      | Mickie Palomino         |

| Confederación              | Árbitros                    |
| -------------------------- | --------------------------- |
| OFC                        | Aurélien Planchais-Godefroy |
| UEFA                       |                             |
| Sofien Benchabane          |                             |
| Roman Borisov              |                             |
| Sérgio Gomes Soares        |                             |
| Vitalij Gomolko            |                             |
| Francisco de Oses Bumedien |                             |
| Ingilab Mammadov           |                             |
| Gionni Matticoli           |                             |
| Łukasz Ostrowski           |                             |

## Fase de grupos
- Los horarios corresponde a la hora de Moscú (UTC+3).[13]

     – Clasificado para la Segunda fase.

### Grupo A
| Equipo         | Pts | PJ | PG | PG+ | PG++ | PP | GF | GC | Dif |
| -------------- | --- | -- | -- | --- | ---- | -- | -- | -- | --- |
| RFU            | 6   | 3  | 1  | 1   | 1    | 0  | 16 | 9  | +7  |
| Japón          | 6   | 3  | 2  | 0   | 0    | 1  | 12 | 14 | −2  |
| Paraguay       | 3   | 3  | 1  | 0   | 0    | 2  | 17 | 15 | +2  |
| Estados Unidos | 0   | 3  | 0  | 0   | 0    | 3  | 11 | 18 | −7  |

| 19 de agosto, 16:30 | Paraguay                                     | 4:7                       | Japón                                                                    | Complejo Olímpico Luzhnikí, Moscú                         |                                                           |
|                     | Cantero 10' · N. Medina 10', 13' · Morán 27' | ( 2:0, 1:1, 1:6 ) Reporte | Ojeda 21' (a.g.) · Akaguma 26', 32', 32' · Yamauchi 29', 33' (pen.), 36' | Asistencia: 598 espectadores Árbitro(s): De Oses Bumedien | Asistencia: 598 espectadores Árbitro(s): De Oses Bumedien |

| 19 de agosto, 20:30 | RFU                                                                    | 5:4 (1:0 t. s.)           | Estados Unidos                         | Complejo Olímpico Luzhnikí, Moscú                       |                                                         |
|                     | Chuzhkov 12' · Shkarin 17' · Nikonorov 20' · Novikov 21' · Makarov 39' | ( 1:1, 3:1, 0:2 ) Reporte | Perea 2', 32' · Canale 15' (pen.), 25' | Asistencia: 2321 espectadores Árbitro(s): Lucas Estevão | Asistencia: 2321 espectadores Árbitro(s): Lucas Estevão |

| 21 de agosto, 16:30 | Japón                                                | 4:3                       | Estados Unidos                       | Complejo Olímpico Luzhnikí, Moscú                                     |                                                                       |
|                     | Okuyama 4' · Ozu 23' · Oba 28' (pen.) · Yamauchi 31' | ( 1:1, 1:0, 2:2 ) Reporte | Silveira 3' · Canale 29' · Perea 34' | Asistencia: 1507 espectadores Árbitro(s): Aurélien Planchais-Godefroy | Asistencia: 1507 espectadores Árbitro(s): Aurélien Planchais-Godefroy |

| 21 de agosto, 20:30 | RFU                                                      | 4:4 (1:1 t. s.)(5:4 p.)    | Paraguay                                                       | Complejo Olímpico Luzhnikí, Moscú                     |                                                       |
|                     | Makarov 1', 37' · Kosharnyi 18' · Nikonorov 21'          | ( 1:1, 0:1, 2:1 ) Reporte  | Rolón 7' · M. Medina 16' · Carballo 35' · N. Medina 37' (pen.) | Asistencia: 2500 espectadores Árbitro(s): Hany Farouk | Asistencia: 2500 espectadores Árbitro(s): Hany Farouk |
|                     |                                                          | Tiros desde el punto penal |                                                                |                                                       |                                                       |
|                     | Fedorov · Romanov · Nikonorov · Makarov · Krasheninnikov |                            | Carballo · Morán · Ojeda · M. Medina · V. Benítez              |                                                       |                                                       |

| 23 de agosto, 19:00 | Estados Unidos                                   | 4:9                       | Paraguay                                                                                             | Complejo Olímpico Luzhnikí, Moscú                         |                                                           |
|                     | Silveira 3' · Canale 15', 34' · Perea 33' (pen.) | ( 1:2, 1:4, 2:3 ) Reporte | Morán 3', 15', 20' · Carballo 7', 21' · M. Medina 23' · N. Medina 25' · Cantero 33' · V. Benítez 36' | Asistencia: 1327 espectadores Árbitro(s): Vitalij Gomolko | Asistencia: 1327 espectadores Árbitro(s): Vitalij Gomolko |

| 23 de agosto, 20:30 | Japón       | 1:7                       | RFU                                                                                 | Complejo Olímpico Luzhnikí, Moscú                         |                                                           |
|                     | Akaguma 32' | ( 0:3, 0:1, 1:3 ) Reporte | Ozu 1' (a.g.) · Paporotnyi 3', 25', 27' · Zemskov 8' · Chuzhkov 15' · Nikonorov 36' | Asistencia: 2500 espectadores Árbitro(s): Mickie Palomino | Asistencia: 2500 espectadores Árbitro(s): Mickie Palomino |

### Grupo B
| Equipo                 | Pts | PJ | PG | PG+ | PG++ | PP | GF | GC | Dif |
| ---------------------- | --- | -- | -- | --- | ---- | -- | -- | -- | --- |
| Tahití                 | 6   | 3  | 2  | 0   | 0    | 1  | 23 | 19 | +4  |
| España                 | 6   | 3  | 2  | 0   | 0    | 1  | 21 | 19 | +2  |
| Mozambique             | 3   | 3  | 1  | 0   | 0    | 2  | 15 | 18 | −3  |
| Emiratos Árabes Unidos | 2   | 3  | 0  | 1   | 0    | 2  | 9  | 12 | −3  |

| 19 de agosto, 15:00 | Emiratos Árabes Unidos                                          | 4:3 (1:0 t. s.)           | Tahití                              | Complejo Olímpico Luzhnikí, Moscú                     |                                                       |
|                     | W. Beshr 24' · Al-Hammadi 25' · Paama 33' (a.g.) · A. Beshr 39' | ( 0:0, 1:1, 2:2 ) Reporte | Tetauira 21' · Taiarui 36' · Li 36' | Asistencia: 472 espectadores Árbitro(s): Sérgio Gomes | Asistencia: 472 espectadores Árbitro(s): Sérgio Gomes |

| 19 de agosto, 19:00 | Mozambique                             | 4:8                       | España                                                                                    | Complejo Olímpico Luzhnikí, Moscú                        |                                                          |
|                     | Nelson 20' · Figo 21', 24' (pen.), 35' | ( 0:3, 3:2, 1:3 ) Reporte | Antonio 6' · Chiky 8', 9' (pen.), 25' · Eduard 13', 30' · Llorenç 21' · Tivane 36' (a.g.) | Asistencia: 953 espectadores Árbitro(s): Turki Al Salehi | Asistencia: 953 espectadores Árbitro(s): Turki Al Salehi |

| 21 de agosto, 15:00 | Mozambique             | 4:2                       | Emiratos Árabes Unidos      | Complejo Olímpico Luzhnikí, Moscú                       |                                                         |
|                     | Figo 5', 21', 28', 33' | ( 1:1, 1:0, 2:1 ) Reporte | Alhammadi 8' · A. Beshr 36' | Asistencia: 1031 espectadores Árbitro(s): Roman Borisov | Asistencia: 1031 espectadores Árbitro(s): Roman Borisov |

| 21 de agosto, 19:00 | Tahití | 12:8                      | España                                                                    | Complejo Olímpico Luzhnikí, Moscú                       |                                                         |
|                     | Taiarui 1' · Paama 9' (pen.), 35' · Zaveroni 11', 33', 35' · Tehau 12', 15' · Salem 16', 18' · Tetauira 29', 35' | ( 4:1, 3:4, 5:3 ) Reporte | Torres 5', 36' · David 13' · Chiky 14', 28' · Riduan 19', 24' · Pérez 27' | Asistencia: 1372 espectadores Árbitro(s): Yuichi Hatano | Asistencia: 1372 espectadores Árbitro(s): Yuichi Hatano |

| 23 de agosto, 15:00 | Tahití                                                                 | 8:7                       | Mozambique                                                               | Complejo Olímpico Luzhnikí, Moscú                         |                                                           |
|                     | Tehau 3' · Tetauira 4' · Salem 10', 17', 19', 24' · Paama 31' · Li 33' | ( 3:2, 3:2, 2:3 ) Reporte | Tehau 4' (a.g.) · Nelson 4', 17', 30' · Mussa 15' · Dez 35' · Malate 36' | Asistencia: 814 espectadores Árbitro(s): Ingilab Mammadov | Asistencia: 814 espectadores Árbitro(s): Ingilab Mammadov |

| 23 de agosto, 16:30 | España                                               | 5:3                       | Emiratos Árabes Unidos          | Complejo Olímpico Luzhnikí, Moscú                         |                                                           |
|                     | Chiky 13' · Eduard 15' · Torres 17' · Pérez 21', 30' | ( 0:2, 4:1, 1:0 ) Reporte | A. Mohammad 7', 22' · Malahi 9' | Asistencia: 1183 espectadores Árbitro(s): Aecio Fernández | Asistencia: 1183 espectadores Árbitro(s): Aecio Fernández |

### Grupo C
| Equipo      | Pts | PJ | PG | PG+ | PG++ | PP | GF | GC | Dif |
| ----------- | --- | -- | -- | --- | ---- | -- | -- | -- | --- |
| Suiza       | 7   | 3  | 2  | 0   | 1    | 0  | 20 | 15 | +5  |
| Brasil      | 6   | 3  | 2  | 0   | 0    | 1  | 14 | 7  | +7  |
| Bielorrusia | 1   | 3  | 0  | 0   | 1    | 2  | 8  | 17 | −9  |
| El Salvador | 0   | 3  | 0  | 0   | 0    | 3  | 14 | 17 | −3  |

| 20 de agosto, 16:30 | Bielorrusia                                       | 5:5 (1:1 t. s.)(5:4 p.)    | El Salvador                                     | Complejo Olímpico Luzhnikí, Moscú                           |                                                             |
|                     | Piatrouski 19' · Hapon 24', 32' · Ryabko 30', 37' | ( 0:1, 2:2, 2:1 ) Reporte  | Batres 2', 30' · Ramos 18', 19' · Velásquez 38' | Asistencia: 962 espectadores Árbitro(s): Suhaimi Mat Hassan | Asistencia: 962 espectadores Árbitro(s): Suhaimi Mat Hassan |
|                     |                                                   | Tiros desde el punto penal |                                                 |                                                             |                                                             |
|                     | Bokach · Novikau · Chaikouski · Ryabko · Drozd    |                            | Velásquez · Cruz · González · Urbina · Ramos    |                                                             |                                                             |

| 20 de agosto, 20:30 | Suiza                                        | 5:5 (0:0 t. s.)(4:3 p.)    | Brasil                                            | Complejo Olímpico Luzhnikí, Moscú                     |                                                       |
|                     | Borer 6', 26' · Stankovic 15', 36' · Ott 34' | ( 1:2, 1:1, 3:2 ) Reporte  | Edson Hulk 6' · Lucão 8' · Zé Lucas 24', 25', 27' | Asistencia: 2500 espectadores Árbitro(s): Said Hachim | Asistencia: 2500 espectadores Árbitro(s): Said Hachim |
|                     |                                              | Tiros desde el punto penal |                                                   |                                                       |                                                       |
|                     | Ott · Steinemann · Misev · Borer · Stankovic |                            | Lucão · Zé Lucas · Antonio · Edson Hulk · Rodrigo |                                                       |                                                       |

| 22 de agosto, 16:30 | Bielorrusia                             | 3:7                       | Suiza                                                                                       | Complejo Olímpico Luzhnikí, Moscú                          |                                                            |
|                     | Novikau 7' · Hardzetski 11' · Hapon 12' | ( 3:1, 0:1, 0:5 ) Reporte | Stankovic 2', 33' · Hodel 17' (pen.), 34' · Mounoud 28' · Borer 36' · Steinemann 36' (pen.) | Asistencia: 1856 espectadores Árbitro(s): Gionni Matticoli | Asistencia: 1856 espectadores Árbitro(s): Gionni Matticoli |

| 22 de agosto, 19:00 | Brasil                                        | 4:2                       | El Salvador                       | Complejo Olímpico Luzhnikí, Moscú                           |                                                             |
|                     | Rodrigo 2', 25' · Filipe 28' · Mauricinho 35' | ( 1:1, 0:1, 3:0 ) Reporte | Perdomo 3' (pen.) · Velásquez 18' | Asistencia: 2500 espectadores Árbitro(s): Sofien Benchabane | Asistencia: 2500 espectadores Árbitro(s): Sofien Benchabane |

| 24 de agosto, 16:30 | El Salvador                                                                | 7:8                       | Suiza                                                                               | Complejo Olímpico Luzhnikí, Moscú                           |                                                             |
|                     | Velásquez 4', 13', 21' · Robles 15', 25' · Perdomo 16' (pen.) · Batres 20' | ( 1:3, 5:1, 1:4 ) Reporte | Looser 4' · Stankovic 10', 32', 34', 36' · Ruettimann 12' · Borer 13' · Tchatat 31' | Asistencia: 1049 espectadores Árbitro(s): Gustavo Domínguez | Asistencia: 1049 espectadores Árbitro(s): Gustavo Domínguez |

| 24 de agosto, 20:30 | Brasil                                                        | 5:0                       | Bielorrusia | Complejo Olímpico Luzhnikí, Moscú                      |                                                        |
|                     | Rodrigo 3' · Edson Hulk 15' · Lucão 23', 24' · Mauricinho 32' | ( 1:0, 3:0, 1:0 ) Reporte |             | Asistencia: 2500 espectadores Árbitro(s): Juan Ángeles | Asistencia: 2500 espectadores Árbitro(s): Juan Ángeles |

### Grupo D
| Equipo   | Pts | PJ | PG | PG+ | PG++ | PP | GF | GC | Dif |
| -------- | --- | -- | -- | --- | ---- | -- | -- | -- | --- |
| Senegal  | 6   | 3  | 2  | 0   | 0    | 1  | 13 | 7  | +6  |
| Uruguay  | 6   | 3  | 2  | 0   | 0    | 1  | 12 | 14 | −2  |
| Portugal | 3   | 3  | 1  | 0   | 0    | 2  | 14 | 15 | –1  |
| Omán     | 3   | 3  | 1  | 0   | 0    | 2  | 8  | 11 | −3  |

| 20 de agosto, 15:00 | Senegal                                                                    | 6:1                       | Uruguay         | Complejo Olímpico Luzhnikí, Moscú                         |                                                           |
|                     | Mendy 2', 14' (pen.), 25' · Diatta 5' · Mam. Diagne 15' (pen.) · Sylla 33' | ( 2:1, 2:0, 2:0 ) Reporte | Bella 1' (pen.) | Asistencia: 734 espectadores Árbitro(s): Łukasz Ostrowski | Asistencia: 734 espectadores Árbitro(s): Łukasz Ostrowski |

| 20 de agosto, 19:00 | Portugal                                          | 5:3                       | Omán                                              | Complejo Olímpico Luzhnikí, Moscú                      |                                                        |
|                     | L. Martins 2', 11', 21' · Costa 20' · Andrade 24' | ( 2:1, 3:2, 0:0 ) Reporte | Al-Zadjali 11' · Al-Sinani 13' · Costa 14' (a.g.) | Asistencia: 2019 espectadores Árbitro(s): Mariano Romo | Asistencia: 2019 espectadores Árbitro(s): Mariano Romo |

| 22 de agosto, 15:00 | Uruguay                                                 | 4:2                       | Omán                          | Complejo Olímpico Luzhnikí, Moscú                     |                                                       |
|                     | Cabrera 7' · Laduche 14' · Guerrero 35' · L. Quinta 35' | ( 1:0, 1:0, 2:2 ) Reporte | Al-Zadjali 25' · Al-Sauti 27' | Asistencia: 1278 espectadores Árbitro(s): Hamdi Bchir | Asistencia: 1278 espectadores Árbitro(s): Hamdi Bchir |

| 22 de agosto, 20:30 | Portugal                                  | 3:5                       | Senegal                                                  | Complejo Olímpico Luzhnikí, Moscú                          |                                                            |
|                     | Von 9' · Pinhal 18' (pen.) · Lourenço 24' | ( 1:2, 2:1, 0:2 ) Reporte | Mendy 9', 24' · Man. Diagne 11' (pen.), 33' · Diatta 35' | Asistencia: 2500 espectadores Árbitro(s): Gonzalo Carballo | Asistencia: 2500 espectadores Árbitro(s): Gonzalo Carballo |

| 24 de agosto, 15:00 | Omán                                                     | 3:2                       | Senegal                | Complejo Olímpico Luzhnikí, Moscú                      |                                                        |
|                     | Al-Sauti 8' (pen.) · Y. Al-Araimi 24' · S. Al-Oraimi 33' | ( 1:0, 0:0, 2:2 ) Reporte | Balde 25' · Diatta 36' | Asistencia: 702 espectadores Árbitro(s): Roman Borisov | Asistencia: 702 espectadores Árbitro(s): Roman Borisov |

| 24 de agosto, 19:00 | Uruguay                                                           | 7:6                       | Portugal                                   | Complejo Olímpico Luzhnikí, Moscú                     |                                                       |
|                     | Bella 6', 10' · L. Quinta 9', 23', 25' · Laens 26' · Guerrero 32' | ( 3:3, 1:2, 3:1 ) Reporte | L. Martins 3', 12', 16', 22', 25' · Von 5' | Asistencia: 1977 espectadores Árbitro(s): Said Hachim | Asistencia: 1977 espectadores Árbitro(s): Said Hachim |

## Segunda fase

### Cuadro final
|  | Cuartos de final | Cuartos de final |         |          | Semifinales  | Semifinales  |       |              | Final        | Final        |  |
|  | 26 de agosto     | 26 de agosto     |         |          | 28 de agosto | 28 de agosto |       |              | 29 de agosto | 29 de agosto |  |
|  |                  |                  |         |          |              |              |       |              |              |              |  |
|  |                  |                  |         |          |              |              |       |              |              |              |  |
|  | RFU              | 4                |         |          |              |              |       |              |              |              |  |
|  | RFU              | 4                |         |          |              |              |       |              |              |              |  |
|  | España           | 2                |         |          |              |              |       |              |              |              |  |
|  | España           | 2                |         | RFU (p.) | 5 (5)        |              |       |              |              |              |  |
|  |                  |                  |         | RFU (p.) | 5 (5)        |              |       |              |              |              |  |
|  |                  |                  | Suiza   | 5 (4)    |              |              |       |              |              |              |  |
|  | Suiza            | 10               | Suiza   | 5 (4)    |              |              |       |              |              |              |  |
|  | Suiza            | 10               |         |          |              |              |       |              |              |              |  |
|  | Uruguay          | 1                |         |          |              |              |       |              |              |              |  |
|  | Uruguay          | 1                |         |          |              |              |       | RFU          | 5            |              |  |
|  |                  |                  |         |          |              |              |       | RFU          | 5            |              |  |
|  |                  |                  | Japón   | 2        |              |              |       |              |              |              |  |
|  | Tahití           | 4                | Japón   | 2        |              |              |       |              |              |              |  |
|  | Tahití           | 4                |         |          |              |              |       |              |              |              |  |
|  | Japón (t. s.)    | 5                |         |          |              |              |       |              |              |              |  |
|  | Japón (t. s.)    | 5                |         | Japón    | 5            |              |       | Tercer lugar | Tercer lugar |              |  |
|  |                  |                  |         | Japón    | 5            |              |       | Tercer lugar | Tercer lugar |              |  |
|  |                  |                  | Senegal | 2        |              |              |       |              |              |              |  |
|  | Senegal (t. s.)  | 5                | Senegal | 2        |              |              | Suiza | 9            |              |              |  |
|  | Senegal (t. s.)  | 5                |         |          |              |              | Suiza | 9            |              |              |  |
|  | Brasil           | 4                |         |          |              |              |       |              | Senegal      | 7            |  |
|  | Brasil           | 4                |         |          |              |              |       |              | Senegal      | 7            |  |
|  |                  |                  |         |          |              |              |       |              |              |              |  |

### Cuartos de final
| 26 de agosto, 15:00 | Senegal                                                | 5:4 (2:1 t. s.)           | Brasil                                        | Complejo Olímpico Luzhnikí, Moscú                          |                                                            |
|                     | Mam. Diagne 9' · Man. Diagne 25', 39' · Mendy 34', 38' | ( 1:1, 0:2, 2:0 ) Reporte | Rodrigo 3', 39' · Catarino 21' · Zé Lucas 23' | Asistencia: 1628 espectadores Árbitro(s): Gionni Matticoli | Asistencia: 1628 espectadores Árbitro(s): Gionni Matticoli |

| 26 de agosto, 16:30 | Suiza | 10:1                      | Uruguay   | Complejo Olímpico Luzhnikí, Moscú                      |                                                        |
|                     | Ott 3' · Borer 8', 18' (pen.) · Steinemann 10' · Hodel 20', 22', 24', 34' · Stankovic 32' · Bella 36' (a.g.) | ( 3:1, 4:0, 3:0 ) Reporte | Bella 11' | Asistencia: 1676 espectadores Árbitro(s): Juan Ángeles | Asistencia: 1676 espectadores Árbitro(s): Juan Ángeles |

| 26 de agosto, 19:00 | Tahití                                                      | 4:5 (1:2 t. s.)           | Japón                                                                      | Complejo Olímpico Luzhnikí, Moscú                             |                                                               |
|                     | Tetauira 20' (pen.), 37' · Chan-Kat 30' · Uesato 36' (a.g.) | ( 0:2, 1:0, 2:1 ) Reporte | Tehau 4' (a.g.) · Yamauchi 5' (pen.) · Oba 36' · Okuyama 37' · Akaguma 38' | Asistencia: 1487 espectadores Árbitro(s): Sérgio Gomes Soares | Asistencia: 1487 espectadores Árbitro(s): Sérgio Gomes Soares |

| 26 de agosto, 20:30 | RFU                                                       | 4:2                       | España                   | Complejo Olímpico Luzhnikí, Moscú                      |                                                        |
|                     | Kotenev 6' · Nikonorov 14' · Makarov 15' · Paporotnyi 34' | ( 1:0, 2:2, 1:0 ) Reporte | Eduard 20' · Antonio 22' | Asistencia: 2500 espectadores Árbitro(s): Mariano Romo | Asistencia: 2500 espectadores Árbitro(s): Mariano Romo |

### Semifinales
| 28 de agosto, 18:00 | RFU                                                               | 5:5 (0:0 t. s.)(5:4 p.)    | Suiza                                                  | Complejo Olímpico Luzhnikí, Moscú                          |                                                            |
|                     | Krasheninnikov 1' · Nikonorov 5', 34' · Kotenev 14' · Shkarin 36' | ( 2:1, 1:3, 2:1 ) Reporte  | Ott 6' · Hodel 18', 19', 30' (pen.) · Stankovic 22'    | Asistencia: 2500 espectadores Árbitro(s): Ingilab Mammadov | Asistencia: 2500 espectadores Árbitro(s): Ingilab Mammadov |
|                     |                                                                   | Tiros desde el punto penal |                                                        |                                                            |                                                            |
|                     | Fedorov · Nikonorov · Shishin · Novikov · Krasheninnikov          |                            | Borer · Steinemann · Spaccarotella · Hodel · Stankovic |                                                            |                                                            |

| 28 de agosto, 19:30 | Japón                                                | 5:2                       | Senegal             | Complejo Olímpico Luzhnikí, Moscú                          |                                                            |
|                     | Akaguma 15' (pen.), 29', 33' · Oba 27' · Okuyama 27' | ( 0:0, 1:0, 4:2 ) Reporte | Fall 26' · Boye 32' | Asistencia: 1950 espectadores Árbitro(s): Łukasz Ostrowski | Asistencia: 1950 espectadores Árbitro(s): Łukasz Ostrowski |

### Tercer puesto
| 29 de agosto, 18:00 | Suiza                                                                                       | 9:7                       | Senegal                                                                        | Complejo Olímpico Luzhnikí, Moscú                        |                                                          |
|                     | Borer 9' · Hodel 11', 34', 36' · Mounoud 10', 16' · Spaccarotella 21' · Ott 21', 36' (pen.) | ( 3:3, 3:2, 3:2 ) Reporte | Sylla 3' · Diatta 9', 13', 36' · Mam. Diagne 10' · Ndour 14' · Man. Diagne 33' | Asistencia: 1753 espectadores Árbitro(s): Micke Palomino | Asistencia: 1753 espectadores Árbitro(s): Micke Palomino |

### Final
| 29 de agosto, 19:30 | RFU                                                                 | 5:2                       | Japón                   | Complejo Olímpico Luzhnikí, Moscú                            |                                                              |
|                     | Zemskov 4' · Krasheninnikov 13', 34' · Novikov 15' · Paporotnyi 19' | ( 1:0, 3:2, 1:0 ) Reporte | Akaguma 13', 17' (pen.) | Asistencia: 2500 espectadores Árbitro(s): Suhaimi Mat Hassan | Asistencia: 2500 espectadores Árbitro(s): Suhaimi Mat Hassan |

| Campeón RFU 3.er Título |

## Goleadores
- Actualizado el 29 de agosto de 2021.

| Jugador          | Selección  | Anotado |
| ---------------- | ---------- | ------- |
| Glenn Hodel      | Suiza      | 12      |
| Dejan Stankovic  | Suiza      | 10      |
| Takuya Akaguma   | Japón      | 10      |
| Léo Martins      | Portugal   | 8       |
| Figo             | Mozambique | 7       |
| Raoul Mendy      | Senegal    | 7       |
| Philipp Borer    | Suiza      | 7       |
| Chiky Ardil      | España     | 6       |
| Boris Nikonorov  | RFU        | 6       |
| Heirauarii Salem | Tahití     | 6       |
| Tamatoa Tetauira | Tahití     | 6       |
| Ninou Diatta     | Senegal    | 6       |

## Premios y reconocimientos

### Balón de Oro
El galardón del «Balón de Oro» fue otorgado por la organización al mejor jugador del torneo. También se otorgaron el «Balón de Plata» y el «Balón de Bronce».
| Jugador          | Selección |
| Noël Ott         | Suiza     |
| Artur Paporotnyi | RFU       |
| Raoul Mendy      | Senegal   |
| ---------------- | --------- |

### Guante de Oro
El galardón del «Guante de oro» fue otorgado por la organización al mejor portero del evento.
| Jugador        | Selección |
| Eliott Mounoud | Suiza     |
| -------------- | --------- |

### Premio Fair Play
El Premio Fair Play de la FIFA distinguió al equipo con el mejor registro disciplinario de la competición. 

| Premio Fair Play de la FIFA |
| Brasil                      |
| --------------------------- |

## Símbolos y mercadeo

### Logotipo
El emblema oficial del torneo, que presenta un pájaro de fuego, una figura de los cuentos de hadas clásicos rusos, fue revelado un año antes de la final, el 29 de agosto de 2020.

### Balón
Para el Mundial de Fútbol Playa 2021, FIFA lanzó en mayo de 2021 el balón que se utilizará para dicho torneo, el Conext 21 Pro Beach. Este balón se ha fabricado con los mismos elementos del Context Pro 21, otro balón similar a este, el cual se utilizó en la Copa Mundial de Clubes de la FIFA 2020, pero esta es predominantemente naranja para hacerla más visible.

### Mascota
La mascota oficial, llamada "Zharishka", una antropomorfización de un pájaro de fuego, se reveló el 11 de agosto de 2021. Esta es la primera edición de la franquicia que cuenta con una mascota oficial.

## Tabla general
| Equipo | Equipo                 | Pts | PJ | PG | PG+ | PG++ | PP | GF | GC | Dif | Rend  |
| ------ | ---------------------- | --- | -- | -- | --- | ---- | -- | -- | -- | --- | ----- |
| 1      | RFU                    | 13  | 6  | 3  | 1   | 2    | 0  | 30 | 18 | +12 | 72.2% |
| 2      | Japón                  | 11  | 6  | 3  | 1   | 0    | 2  | 24 | 25 | -1  | 61.1% |
| 3      | Suiza                  | 13  | 6  | 4  | 0   | 1    | 1  | 44 | 28 | +16 | 72.2% |
| 4      | Senegal                | 8   | 6  | 2  | 1   | 0    | 3  | 27 | 25 | +2  | 44.4% |
| 5      | Brasil                 | 6   | 4  | 2  | 0   | 0    | 2  | 18 | 12 | +6  | 50%   |
| 6      | Tahití                 | 6   | 4  | 2  | 0   | 0    | 2  | 27 | 24 | +3  | 50%   |
| 7      | España                 | 6   | 4  | 2  | 0   | 0    | 2  | 23 | 23 | 0   | 50%   |
| 8      | Uruguay                | 6   | 4  | 2  | 0   | 0    | 2  | 13 | 24 | -11 | 50%   |
| 9      | Paraguay               | 3   | 3  | 1  | 0   | 0    | 2  | 17 | 15 | +2  | 25%   |
| 10     | Portugal               | 3   | 3  | 1  | 0   | 0    | 2  | 14 | 15 | -1  | 25%   |
| 11     | Mozambique             | 3   | 3  | 1  | 0   | 0    | 2  | 9  | 12 | -3  | 25%   |
| 12     | Omán                   | 3   | 3  | 1  | 0   | 0    | 2  | 8  | 11 | -3  | 25%   |
| 13     | Emiratos Árabes Unidos | 2   | 3  | 0  | 1   | 0    | 2  | 9  | 12 | -3  | 16.6% |
| 14     | Bielorrusia            | 1   | 3  | 0  | 0   | 1    | 2  | 8  | 17 | -9  | 8.3%  |
| 15     | El Salvador            | 0   | 3  | 0  | 0   | 0    | 3  | 14 | 17 | -3  | 0%    |
| 16     | Estados Unidos         | 0   | 3  | 0  | 0   | 0    | 3  | 11 | 18 | -7  | 0%    |